# 2020년 7월
| 2020년: 1월 · 2월 · 3월 · 4월 · 5월 · 6월 · 7월 · 8월 · 9월 · 10월 · 11월 · 12월 |

| \| 2020년 7월 1일 (수요일) \| \| 편집 \| |  |      |
| 무력 충돌과 공격 - 멕시코 과나후아토주의 이라푸아토에 있는 약물 재활 센터에서 총기 난사가 발생, 10여 명이 숨졌다. 문화와 예술 - 핀란드 공군(Finnish Air Force)의 사령부는 공식적으로 만자문(스바스티카)를 더 이상 사용하지 않는다고 발표하였다. 그러나 일부 부대기와 장식 등에는 만자문이 있다고 밝혔다. 보건 - 코로나바이러스감염증-19 범유행 - 대한민국의 0시 기준 확진자 수가 12,850명으로 집계되었다. 전날 0시 대비 51명이 늘었다. 정치와 선거 - 러시아에서 개헌 국민 투표가 실시, 통과되면서 1993년 이후 27년 만의 개헌이 결정되었다. 러시아 헌법의 133개 조항 중 46개 조항이 수정되었다. 이 중 대통령 선출과 관련하여, 기존에 '같은 인물이 두 차례 넘게 연이어 대통령을 맡을 수 없다'는 조항은 개정 헌법에서 '같은 인물이 두 차례 넘게 대통령을 맡을 수 없다'고 수정, 장기 집권의 가능성을 없앴다. 이와 함께 전·현직 대통령의 기존 임기는 배제하는 내용도 있어, 집권 4기인 블라디미르 푸틴 대통령은 오는 2024년으로 예정된 차기 선거 출마가 가능해졌다. 푸틴 대통령은 제3·4대 대통령직을 연임하였고, 이후 총리를 거쳐 제6대 대통령에 당선되었으며, 2018년 러시아 대통령 선거를 통해 연임한 바 있다. 환경 - 인천광역시에서 수돗물에 유충이 계양구에서 최초로 검출되었다. |  |      |
| 2020년 7월 1일 (수요일) |  | 편집 |

| 2020년 7월 1일 (수요일) |  | 편집 |

| \| 2020년 7월 2일 (목요일) \| \| 편집 \| |  |      |
| 보건 - 코로나바이러스감염증-19 범유행 - 대한민국의 0시 기준 확진자 수가 12,904명으로 집계되었다. 전날 0시 대비 54명이 늘었다. 사고 - 미얀마 북부 카친주 파칸트(Phakant)의 한 옥 광산이 붕괴하는 사고가 발생, 최소 162명이 숨졌다. 정치와 선거 - 2019–2020년 홍콩 시위: 홍콩 국가보안법과 관련하여 홍콩의 정치인 네이선 로가 홍콩을 떠난 것으로 알려졌다. 네이선 로는 조슈아 웡과 함께 2014년 홍콩 시위(우산 혁명)을 주도한 인물 중 하나이다. 환경 - 보츠와나 오카방고 삼각주에서 알 수 없는 이유로 코끼리 275마리가 죽은 것으로 확인되었다. |  |      |
| 2020년 7월 2일 (목요일) |  | 편집 |

| 2020년 7월 2일 (목요일) |  | 편집 |

| \| 2020년 7월 3일 (금요일) \| \| 편집 \|                                                                       |  |      |
| 보건 - 코로나19 범유행 - 대한민국의 0시 기준 확진자 수가 12,967명으로 집계되었다. 전날 0시 대비 63명이 늘었다. |  |      |
| 2020년 7월 3일 (금요일)                                                                                        |  | 편집 |

| 2020년 7월 3일 (금요일) |  | 편집 |

| \| 2020년 7월 4일 (토요일) \| \| 편집 \| |  |      |
| 무력 충돌과 공격 - 미국이 USS 니미츠 (CVN-68), USS 로널드 레이건 (CVN-76)을 남중국해에 급파하였다. 중화인민공화국의 해상훈련과 관련한 조치로, 중화인민공화국 당국은 7월 1일 부터 5일간 군사훈련을 실시하며, 일반 선박 출입을 금지한다고 밝힌 바 있다. 문화와 예술 - 조이 체스트넛(Joey Chestnut)이 13 번째로 열린 핫도그 먹기 대회에서 우승하였다. 체스트넛은 10분 만에 핫도그 75개를 먹었다. 보건 - 코로나19 범유행 - 대한민국의 0시 기준 확진자 수가 13,030명으로 집계되었다. 전날 0시 대비 63명이 늘었다. |  |      |
| 2020년 7월 4일 (토요일) |  | 편집 |

| 2020년 7월 4일 (토요일) |  | 편집 |

| \| 2020년 7월 5일 (일요일) \| \| 편집 \| |  |      |
| 보건 - 코로나19 범유행 - 대한민국의 0시 기준 확진자 수가 13,089명으로 집계되었다. 전날 0시 대비 61명이 늘었다. 정치와 선거 - 2020년 도쿄도지사 선거: 일본 도쿄도에서 도쿄도지사 선출을 위한 선거가 실시되었다. 선거 결과 고이케 유리코 현 지사가 재선하였다. 지사의 임기 만료로 실시되는 선거는 2011년 도쿄도지사 선거 이후 9년 만이다. |  |      |
| 2020년 7월 5일 (일요일) |  | 편집 |

| 2020년 7월 5일 (일요일) |  | 편집 |

| \| 2020년 7월 6일 (월요일) \| \| 편집 \| |  |      |
| 문화와 예술 - 이탈리아의 작곡자, 지휘자인 엔니오 모리코네가 숨졌다. 공연 음악을 비롯하여 《황야의 무법자》, 《원스 어폰 어 타임 인 아메리카》, 《시네마 천국》 등의 영화 음악을 작업하였다. 보건 - 코로나19 범유행 - 대한민국의 0시 기준 확진자 수가 13,137명으로 집계되었다. 전날 0시 대비 48명이 늘었다. - 중화인민공화국 내몽골 자치구에서 흑사병 환자 1명이 발생하였다. 법과 범죄 - 웰컴투비디오 사건에 대하여 대한민국 법원이 손정우에 대한 미국으로의 범죄인 인도를 기각했다. 재해 - 2020년 7월 일본 호우: 일본 남부 규슈 일대에 걸친 집중호우로 홍수가 발생, 최소 37명 이상이 숨졌다. |  |      |
| 2020년 7월 6일 (월요일) |  | 편집 |

| 2020년 7월 6일 (월요일) |  | 편집 |

| \| 2020년 7월 7일 (화요일) \| \| 편집 \| |  |      |
| 보건 - 코로나19 범유행 - 대한민국의 0시 기준 확진자 수가 13,181명으로 집계되었다. 전날 0시 대비 44명이 늘었다. 사고 - 중화인민공화국 구이저우성에서 버스가 호수로 추락하는 사고가 발생, 최소 21명이 숨졌다. |  |      |
| 2020년 7월 7일 (화요일) |  | 편집 |

| 2020년 7월 7일 (화요일) |  | 편집 |

| \| 2020년 7월 8일 (수요일) \| \| 편집 \| |  |      |
| 경제와 비즈니스 - 미국의 의류 업체 브룩스 브라더스(Brooks Brothers)가 파산법 11조에 따라 델라웨어주 법원에 파산보호를 신청하였다. 브룩스 브라더스는 지난 1818년 문을 연 회사이다. 감염증 유행이 계속 이어지면서 경영난에 빠진 것으로 알려졌다. 보건 - 코로나19 범유행 - 대한민국의 0시 기준 확진자 수가 13,243명으로 집계되었다. 전날 0시 대비 62명이 늘었다. - 미국의 확진자 수가 300만 명을 넘어섰다. 일일 확진자 수는 6만 명을 넘어 일일 최대를 기록하였다. |  |      |
| 2020년 7월 8일 (수요일) |  | 편집 |

| 2020년 7월 8일 (수요일) |  | 편집 |

| \| 2020년 7월 9일 (목요일) \| \| 편집 \| |  |      |
| 보건 - 코로나19 범유행 - 대한민국의 0시 기준 확진자 수가 13,293명으로 집계되었다. 전날 0시 대비 50명이 늘었다. 정치 - 서울특별시장 박원순이 2020년 7월 9일 65세의 나이로 서울특별시 숙정문 인근에서 숨진 채 발견되었다. |  |      |
| 2020년 7월 9일 (목요일) |  | 편집 |

| 2020년 7월 9일 (목요일) |  | 편집 |

| \| 2020년 7월 10일 (금요일) \| \| 편집 \| |  |      |
| 경제와 비즈니스 - 유럽 중앙은행(ECB)는 불가리아와 크로아티아가 유로존 가입을 위한 유럽 환율 메커니즘 2(ERM Ⅱ)에 가입한다고 밝혔다. ERM Ⅱ는 유로존 가입의 전 단계로, 이 과정에서 환율 변동을 제한하고, 유로화 전환을 준비한다. 두 나라는 이르면 오는 2023년에 유로존에 합류한다. 현재 19개국이 회원국인 유로존에 마지막 가입한 국가는 리투아니아(2015년 가입)이다. 과학과 기술 - 북반구 전역에서 혜성 C/2020 F3 (니오와이즈)를 맨눈으로도 관측할 수 있게 되었다. 보건 - 코로나19 범유행 - 대한민국의 0시 기준 확진자 수가 13,338명으로 집계되었다. 전날 0시 대비 45명이 늘었다. 사고 - 대한민국 전라남도 고흥군 고흥읍의 윤호21병원에서 화재가 발생, 3명이 숨지고 27명이 다쳤다. 정치와 선거 - 7월 9일 숨진 대한민국 박원순 서울특별시장에 대한 5일장이 결정되었다. - 대한민국의 군인, 정치인, 외교관인 백선엽이 숨졌다. - 싱가포르에서 총선이 실시되었다. 선거 결과 여당 집권 인민행동당이 전체 93석 중 83석을 차지, 승리하였다. 인민행동당은 1965년 독립 이후 치러진 17번의 총선 모두에서 승리하였다. 그러나 이번 총선에서 의석 점유율이 89.2%를 기록하며, 처음으로 90% 밑으로 내려갔으며, 득표율은 2015년 총선(69.86%) 대비 8.62%가 떨어진 61.24%를 기록하였다. |  |      |
| 2020년 7월 10일 (금요일) |  | 편집 |

| 2020년 7월 10일 (금요일) |  | 편집 |

| \| 2020년 7월 11일 (토요일) \| \| 편집 \| |  |      |
| 문화와 예술 - 1985년 발매된 게임 슈퍼 마리오브라더스의 봉인 게임 팩이 미화 114,000달러에 익명의 수집가에게 판매·거래되었다. 보건 - 코로나19 범유행 - 대한민국의 0시 기준 확진자 수가 13,373명으로 집계되었다. 전날 0시 대비 35명이 늘었다. |  |      |
| 2020년 7월 11일 (토요일) |  | 편집 |

| 2020년 7월 11일 (토요일) |  | 편집 |

| \| 2020년 7월 12일 (일요일) \| \| 편집 \| |  |      |
| 국제 관계 - 2020년 아르메니아-아제르바이잔 국경 충돌: 아르메니아와 아제르바이잔 사이에서 국경 충돌이 발생하였다. 보건 - 코로나19 범유행 - 대한민국의 0시 기준 확진자 수가 13,417명으로 집계되었다. 전날 0시 대비 44명이 늘었다. 정치와 선거 - 중화인민공화국 당국이 쉬장룬(许章润, Xu Zhangrun)을 석방하였다. 쉬장룬은 법학자이자 칭화대 교수로, 시진핑 주석과 중국공산당을 비판하여 지난 6일 체포된 바 있다. - 2020년 폴란드 대통령 선거: 결선 투표결과, 안제이 두다 대통령이 승리, 재선하였다. |  |      |
| 2020년 7월 12일 (일요일) |  | 편집 |

| 2020년 7월 12일 (일요일) |  | 편집 |

| \| 2020년 7월 13일 (월요일) \| \| 편집 \| |  |      |
| 국제 관계 - 미국 국무부가 중화인민공화국의 남중국해 영해 주장과 관련해 해상 경계선인 구단선은 불법이며, 공식적으로 거부한다고 밝혔다. 보건 - 코로나19 범유행 - 대한민국의 0시 기준 확진자 수가 13,479명으로 집계되었다. 전날 0시 대비 62명이 늘었다. |  |      |
| 2020년 7월 13일 (월요일) |  | 편집 |

| 2020년 7월 13일 (월요일) |  | 편집 |

| \| 2020년 7월 14일 (화요일) \| \| 편집 \| |  |      |
| 국제 관계 - 미중 관계: 미국의 도널드 트럼프 대통령이 중화인민공화국의 홍콩 자치권 훼손과 관련하여, 홍콩의 특별지위를 박탈하고, 관련된 인물 및 거래 법인이나 은행을 제재하는 행정명령에 서명하였다. 그간 미국은 홍콩에 대하여 비자 발급 조건을 완화하거나, 관세를 면제하는 등의 혜택을 제공해왔다. 경제와 비즈니스 - 대한민국의 최저임금: 대한민국 최저임금위원회는 2021년도 최저임금을 시간당 8,720원으로 의결하였다. 2020년도 최저임금 8,590원에서 130원(1.5%) 오른 수준이다. 해당 안은 공익위원 안으로, 찬성 9표, 반대 7표가 나왔다. 표결에는 사용자위원 7명과 공익위원 9명이 참여하였다. 민주노총 추천 노동자위원 4명은 회의에 불참하였으며, 한국노총 추천 노동자위원 5명과 사용자위원 2명은 해당 안에 반발, 퇴장하였다. 보건 - 코로나19 범유행 - 대한민국의 0시 기준 확진자 수가 13,512명으로 집계되었다. 전날 0시 대비 33명이 늘었다. - 미국의 생명공학 업체인 모더나(Moderna)는 미국의 연구 시설 87개소에서 감염증 백신 후기 임상 실험을 진행할 것이라고 밝혔다. - 프랑스의 에마뉘엘 마크롱 대통령은 이르면 다음 달인 8월부터, 실내에서의 마스크 착용을 의무화하는 방안을 검토 중이라고 밝혔다. 정치와 선거 - 뉴질랜드 뉴질랜드 국민당 토드 멀러(Todd Muller) 대표가 건강상의 이유로 사임한다고 밝혔다. 취임 53일만이다. - 대한민국 제21대 국회: 여야가 오는 7월 16일 개원에 합의하였다. |  |      |
| 2020년 7월 14일 (화요일) |  | 편집 |

| 2020년 7월 14일 (화요일) |  | 편집 |

| \| 2020년 7월 15일 (수요일) \| \| 편집 \| |  |      |
| 경제와 비즈니스 - 대한민국의 한국경영자총협회(경총)가 창립 50주년을 맞았다. 법과 범죄 - 노르웨이 사릅스보르그에서 칼부림이 발생, 1명이 숨지고, 2명이 부상을 입었다. 보건 - 코로나19 범유행 - 대한민국의 0시 기준 확진자 수가 13,551명으로 집계되었다. 전날 0시 대비 39명이 늘었다. - 인도네시아에서 87명이 숨지며, 하루 사망자 수 최고치를 기록, 누적 사망자 수는 3,797명으로 늘었다. 또한 전체 확진자 수는 8만 명을 넘어서며, 80,094명으로 집계되었다. |  |      |
| 2020년 7월 15일 (수요일) |  | 편집 |

| 2020년 7월 15일 (수요일) |  | 편집 |

| \| 2020년 7월 16일 (목요일) \| \| 편집 \| |  |      |
| 경제와 비즈니스 - 한국은행이 금융통화위원회(금통위)를 열고, 0.5% 수준인 현행 기준금리의 유지를 결정하였다. 현행 금리는 앞선 5월 28일 금통위에서 0.25%p 인하된 수준이다. 보건 - 코로나19 범유행 - 대한민국의 0시 기준 확진자 수가 13,612명으로 집계되었다. 전날 0시 대비 61명이 늘었다. - 브라질의 확진자 수가 200만 명을 넘어섰다. 사망자 수는 76,000명 이상으로 늘었다. 재해 - 이탈리아 시칠리아의 주도인 팔레르모에 기록적인 폭풍우로 돌발홍수(Flash flood)가 발생하였다. 레오루카 올란도(Leoluca Orlando) 팔레르모시장은 주도에 1년 동안 내릴 비가, 2시간 만에 내렸다고 밝혔다. 홍수로 차에 갇혀 2명이 익사하는 인명 피해가 발생하였다. 정치와 선거 - 대한민국 제21대 국회‎: 7월 14일 합의에 따라 대한민국 국회가 개원, 21번째 회기가 시작되었다. 국회 개원식에는 문재인 대통령이 참석하여 개원 연설을 하였다. - 이재명 경기도지사의 허위사실 공표 혐의에 대하여 대법원이 무죄 취지로 파기 환송하였다. 직권남용 권리행사 방해 등의 혐의에 대해서는 원심과 같이 무죄로 보고, 상고 기각하였다. 이에 따라 이재명 지사는 도지사직을 유지한다. |  |      |
| 2020년 7월 16일 (목요일) |  | 편집 |

| 2020년 7월 16일 (목요일) |  | 편집 |

| \| 2020년 7월 17일 (금요일) \| \| 편집 \|                                                                      |  |      |
| 보건 - 코로나19 범유행 - 대한민국의 0시 기준 확진자 수가 13,672명으로 집계되었다. 전날 0시 대비 60명이 늘었다. |  |      |
| 2020년 7월 17일 (금요일)                                                                                       |  | 편집 |

| 2020년 7월 17일 (금요일) |  | 편집 |

| \| 2020년 7월 18일 (토요일) \| \| 편집 \| |  |      |
| 보건 - 코로나19 범유행 - 대한민국의 0시 기준 확진자 수가 13,711명으로 집계되었다. 전날 0시 대비 39명이 늘었다. - 오스트레일리아의 스콧 모리슨 총리가 감염증 확산 방지를 위하여 의회의 개원을 연기하기로 하였다. 당초 개회 예정일인 8월 4일에서 8월 24일로 2주 가량 연기한다. 사고 - 프랑스 낭트에 위치한 낭트 대성당 내부에서 화재가 발생, 진압되었다. 관계 당국은 방화에 의한 화재로 추정하였다. 화재로 인하여 정문 스테인드 글라스 가 완전 파손되고, 그랜드 오르간이 불탄 것으로 알려졌다. 스포츠 - 국제 올림픽 위원회(IOC) 제136차 총회는 2020년 하계 올림픽·패럴림픽 조직위원회의 대회 일정과 경기장 등의 준비 계획안을 추인하였다. 대회 정식종목은 33개, 세부 종목은 339경기이다. 도쿄도 신주쿠구의 국립경기장에서 7월 23일 개막, 8월 8일 폐막하게된다. 대회 첫 경기인 소프트볼 종목 일본과 호주의 경기는 7월 21일 후쿠시마현에서 치러진다. 당초 2020년 7월 24일 개최 예정이던 하계 올림픽은 감염증 유행과 관련하여 지난 3월 24일, 1년 연기가 결정된 바 있다. - 캐나다 정부는 메이저 리그 베이스볼(MLB)에 소속된 야구단인 토론토 블루제이스의 홈구장 경기를 불허하기로 하였다. 이와 관련하여 인접한 미국 펜실베니아주의 피츠버그 파이리츠의 홈구장인 PNC 파크가 홈경기 대체지로 거론되고 있다. 한편, MLB는 오는 7월 24일 무관중 경기로 2020년 시즌을 개막한다. |  |      |
| 2020년 7월 18일 (토요일) |  | 편집 |

| 2020년 7월 18일 (토요일) |  | 편집 |

| \| 2020년 7월 19일 (일요일) \| \| 편집 \| |  |      |
| 국제 관계 - 이스라엘 정부가 천연가스의 파이프라인 수송 사업인 동지중해 파이프라인(EastMed pipeline) 계획을 승인하였다. 이 사업은 오는 2022년 최종적인 투자 결정을 판단하고, 2025년까지 건설을 완료한 후 연간 100억 세제곱미터의 천연가스를 운송할 예정이다. 보건 - 코로나19 범유행 - 대한민국의 0시 기준 확진자 수가 13,745명으로 집계되었다. 전날 0시 대비 34명이 늘었다. |  |      |
| 2020년 7월 19일 (일요일) |  | 편집 |

| 2020년 7월 19일 (일요일) |  | 편집 |

| \| 2020년 7월 20일 (월요일) \| \| 편집 \| |  |      |
| 보건 - 코로나19 범유행 - 대한민국의 0시 기준 확진자 수가 13,771명으로 집계되었다. 전날 0시 대비 26명(국내 4, 해외유입 22)이 늘었다. 정치와 선거 - 사우디아라비아의 살만 빈 압둘아지즈 알사우드 국왕이 담낭염으로 입원하였다. 이와 관련하여 이라크의 무스타파 알카드히미(Mustafa Al-Kadhimi) 총리의 사우디아라비아 방문이 연기되었다. |  |      |
| 2020년 7월 20일 (월요일) |  | 편집 |

| 2020년 7월 20일 (월요일) |  | 편집 |

| \| 2020년 7월 21일 (화요일) \| \| 편집 \|                                                                                            |  |      |
| 보건 - 코로나19 범유행 - 대한민국의 0시 기준 확진자 수가 13,816명으로 집계되었다. 전날 0시 대비 45명(국내 20, 해외유입 25)이 늘었다. |  |      |
| 2020년 7월 21일 (화요일) |  | 편집 |

| 2020년 7월 21일 (화요일) |  | 편집 |

| \| 2020년 7월 22일 (수요일) \| \| 편집 \| |  |      |
| 경제와 비즈니스 - 한국은행은 대한민국의 2분기 경제 성장률이 -3.3%를 기록하며 역성장했으며, 수출 감소폭은 1963년 4분기 -24% 이후 최대인 -16.6%로 나타났다고 밝혔다. 한국은행은 지난 2017년 9월 이후 경기가 하강하는 추세를 보이던 중, 감염증 유행의 영향으로 하강 속도가 빨라졌다고 덧붙였다. 국제 관계 - 미중 관계: 미국이 주휴스턴 중국 총영사관 폐쇄를 명령하였다. 이와 관련하여 총영사관 직원들은 문서 소각에 나서는 한편, 중화인민공화국 당국은 의도적인 관계 훼손에 강경 대응할 것이라고 밝혔다. 주휴스턴 중국 총영사관은 양국이 수교한 1979년, 중화인민공화국이 미국에 처음으로 개설한 영사관이다. 보건 - 코로나19 범유행 - 대한민국의 0시 기준 확진자 수가 13,879명으로 집계되었다. 전날 0시 대비 63명(국내 29, 해외유입 34)이 늘었다. |  |      |
| 2020년 7월 22일 (수요일) |  | 편집 |

| 2020년 7월 22일 (수요일) |  | 편집 |

| \| 2020년 7월 23일 (목요일) \| \| 편집 \| |  |      |
| 보건 - 코로나19 범유행 - 대한민국의 0시 기준 확진자 수가 13,938명으로 집계되었다. 전날 0시 대비 59명(국내 39, 해외유입 20)이 늘었다. - 인도의 신규 확진이 45,720건 늘며, 전체 확진 건수가 122만 건을 넘어섰다. - 일본의 코로나19 범유행 - 일본 전체 확진자 수가 하루 최다 증가인 920명이 늘어나 27,029명으로 집계되었다. 전날 최다 증가인 795명 증가를 넘어섰다. - 도쿄의 확진자 수가 366명 늘며, 하루 사이 증가로는 가장 많은 수가 보고되었다. - 태국 정부가 월 말에 종료 예정이던 비상사태를 연장하기로 하였다. 이번 연장은 3월 26일 첫 비상사태 선포 이후, 네 번째 연장이다. 사고 - 대한민국 전역이 장마전선의 영향권에 놓이며 호우 피해가 발생하였다. 부산에서 3명, 울산에서 1명이 숨지는 등 인명 피해가 발생하였으며, 도시철도 부산역 등이 한 때 침수되었다. 스포츠 - 메이저 리그 베이스볼(MLB) 2020 시즌이 개막하였다. 감염증 유행으로 인하여 MLB 개막은 당초 예정일보다 4개월여가 지연되었으며, 오는 10월 28일까지 진행될 예정이다. 정치와 선거 - 대한민국 국회에서 추미애 법무부 장관에 대한 탄핵소추안이 부결되었다. - 23일 국회 본회의에서 지난 7월 20일 미래통합당과 국민의당, 무소속 의원 등 110명이 제출한 탄핵소추안에 대하여 무기명으로 표결이 진행되었다. 표결 결과 재석의원 292명 가운데 반대 179명, 찬성 109명, 무효 4명으로 부결되었다. - 현직 대통령(노무현, 박근혜)에 대한 탄핵소추안 표결을 제외한 고위 공직자에 대한 탄핵안 표결로는 1999년 김태정 검찰총장에 대한 탄핵안 표결(결과: 부결)이후 처음이다. 미래통합당 전신인 자유한국당은 지난 2020년 1월에도 추미애 장관에 대한 탄핵소추안을 발의했으나, 당시 72시간 이내에 본회의가 열리지 않아 국회법 130조에 따라 자동 폐기되었다. |  |      |
| 2020년 7월 23일 (목요일) |  | 편집 |

| 2020년 7월 23일 (목요일) |  | 편집 |

| \| 2020년 7월 24일 (금요일) \| \| 편집 \| |  |      |
| 국제 관계 - 미중 관계: 중화인민공화국이 주청두 미국 총영사관에 대한 72시간 이내 폐쇄를 명령하였다. 이는 지난 7월 22일 미국의 주휴스턴 중국 총영사관 폐쇄 명령에 대한 보복 조치로, 중화인민공화국은 미국 측이 내세운 이유와 같은 이유를 들었다. 1985년 10월 설립된 주청두 미국 총영사관은 티베트 자치구와 쓰촨성, 충칭시, 윈난성, 구이저우성을 담당하고 있다. 보건 - 코로나19 범유행 - 대한민국의 0시 기준 확진자 수가 13,979명으로 집계되었다. 전날 0시 대비 41명(국내 28, 해외유입 13)이 늘었다. - 홍콩의 확진자 수가 하루 사이 123명(지역 감염 115) 늘었다. 전날 118명(지역 감염 111)과 그제 113명(지역 감염 105)에 이어 3일 연속 최다 증가를 기록하였다. 스포츠 - 2020년 하계 올림픽: 제32회 하계 올림픽이 일본 도쿄에서 개막할 예정이었다. 그러나 코로나19 범유행과 관련하여 대회는 1년 뒤로 연기되었다. 정치와 선거 - 태국에서 반정부 시위가 진행되었다. 시위대는 쁘라윳 짠오차 총리와 쁘라윗 웡수완(Prawit Wongsuwan) 부총리의 사진을 불태우며, 퇴진을 요구하였다. - 벨라루스의 야당 인사인 발레리 트셉칼로(Valery Tsepkalo)와 두 아들이 출마 금지되고, 기소 위협을 받은 후 러시아로 달아났다. 벨로루시 검찰은 이에 대하여 확인을 회피하였다. 벨라루스는 1994년 7월 이래로 알략산드르 루카셴카 대통령이 집권하고 있으며, 오는 8월 9일 대통령 선거가 치러질 예정이다. |  |      |
| 2020년 7월 24일 (금요일) |  | 편집 |

| 2020년 7월 24일 (금요일) |  | 편집 |

| \| 2020년 7월 25일 (토요일) \| \| 편집 \| |  |      |
| 보건 - 코로나19 범유행 - 대한민국의 0시 기준 확진자 수가 14,092명으로 집계되었다. 전날 0시 대비 113명(국내 27, 해외유입 86)이 늘었다. 115일 만에 세 자릿수 증가세를 보였다. 지해 - 2020년 북대서양 허리케인: 열대성 폭풍 한나가 허리케인으로 발전, 텍사스주 해안으로 북상한다. 미국 국립 허리케인 센터는 한나(Hanna)를 이번 시즌 첫 허리케인으로 보고하였다. |  |      |
| 2020년 7월 25일 (토요일) |  | 편집 |

| 2020년 7월 25일 (토요일) |  | 편집 |

| \| 2020년 7월 26일 (일요일) \| \| 편집 \| |  |      |
| 보건 - 코로나19 범유행 - 대한민국의 0시 기준 확진자 수가 14,150명으로 집계되었다. 전날 0시 대비 58명(국내 12, 해외유입 46)이 늘었다. - 베트남 다낭에서 100여 일만에 지역 감염이 발생하자, 당국이 사회적 거리두기를 재시행하고, 다중 이용시설 폐쇄 및 30인 이상 모임 금지를 명령하였다. 스포츠 - 베트남의 1부 축구 리그인 V리그 1이 다낭에서의 감염증 환자 발생과 관련하여 일시 중단되었다. |  |      |
| 2020년 7월 26일 (일요일) |  | 편집 |

| 2020년 7월 26일 (일요일) |  | 편집 |

| \| 2020년 7월 27일 (월요일) \| \| 편집 \| |  |      |
| 과학과 기술 - SK텔레콤의 2세대 이동 통신 서비스가 완전히 종료되었다. 보건 - 코로나19 범유행 - 대한민국의 0시 기준 확진자 수가 14,175명으로 집계되었다. 전날 0시 대비 25명(국내 9, 해외유입 16)이 늘었다. |  |      |
| 2020년 7월 27일 (월요일) |  | 편집 |

| 2020년 7월 27일 (월요일) |  | 편집 |

| \| 2020년 7월 28일 (화요일) \| \| 편집 \| |  |      |
| 국제 관계 - 한미 미사일 지침: 대한민국 정부는 미국과의 합의를 통해 지침을 개정키로 하였으며, 이에 따라 우주발사체에 대한 고체연료를 사용한 발사체의 연구·개발이 가능해졌다고 밝혔다. 1979년 합의한 이 지침의 4차 개정으로, 지난 2017년 세 번째 개정 당시에는 모든 미사일의 탄두 중량 제한을 해제한 바가 있다. 법과 범죄 - 말레이시아 고등법원이 나집 라작 전 말레이시아 총리의 7개 혐의에 대한 1심 선고에서 징역 12년, 벌금 2억1천만 링깃(한화 약 592억원)을 선고하였다. 2009년에서 2018년 사이 재임한 나집 전 총리는 1말레이시아개발유한공사(1MDB, 말레이시아 국부펀드 중 하나) 비리 스캔들과 관련하여 배임, 공적 자금 횡령, 반부정부패법 위반 등 42개의 혐의로 기소되어 다섯 개 재판이 진행 중이다. 보건 - 코로나19 범유행 - 대한민국의 0시 기준 확진자 수가 14,203명으로 집계되었다. 전날 0시 대비 28명(국내 5, 해외유입 23)이 늘었다. 사망자가 1명 추가되어 누적 사망자 수는 300명이 되었다. 스포츠 - 메이저 리그 베이스볼(MLB) 소속 마이애미 말린스 선수단에서 7월 27일 13명이 감염증 확진된 데 이어, 4명이 추가 확진되었다. MLB 사무국은 마이애미 말린스의 향후 6경기를 연기한다고 밝혔다. |  |      |
| 2020년 7월 28일 (화요일) |  | 편집 |

| 2020년 7월 28일 (화요일) |  | 편집 |

| \| 2020년 7월 29일 (수요일) \| \| 편집 \| |  |      |
| 경제와 비즈니스 - 미국 연방준비제도(FRB, 연준)는 연방공개시장위원회(FOMC) 정례 회의를 갖고, 기존 0.00%~0.25%의 금리 수준을 유지한다고 밝혔다. 현 금리 수준은 지난 3월 15일 인하된 수준으로, 앞선 4월 29일과 6월 10일 정례회의에 이은 세 번째 금리 유지 결정이다. 보건 - 코로나19 범유행 - 대한민국의 0시 기준 확진자 수가 14,251명으로 집계되었다. 전날 0시 대비 48명(국내 14, 해외유입 34)이 늘었다. |  |      |
| 2020년 7월 29일 (수요일) |  | 편집 |

| 2020년 7월 29일 (수요일) |  | 편집 |

| \| 2020년 7월 30일 (목요일) \| \| 편집 \| |  |      |
| 보건 - 코로나19 범유행 - 대한민국의 0시 기준 확진자 수가 14,269명으로 집계되었다. 전날 0시 대비 18명(국내 7, 해외유입 11)이 늘었다. 사고 - 일본 후쿠시마현 고리야마시의 한 샤부샤부 식당에서 폭발 사고가 발생, 최소 1명이 숨지고, 19명이 부상을 입었다. 가스 누출(Gas leak)에 의한 사고로 추정되었다. 정치와 선거 - 중화민국의 정치인 리덩후이가 숨졌다. 리덩후이는 1988년 1월부터 2000년 5월까지 중화민국의 총통을 지냈다. |  |      |
| 2020년 7월 30일 (목요일) |  | 편집 |

| 2020년 7월 30일 (목요일) |  | 편집 |

| \| 2020년 7월 31일 (금요일) \| \| 편집 \| |  |      |
| 군사 - 대한민국 합동참모본부가 7월 18일 인천 강화도 강화읍의 연미정 인근에서 발생한 북한이탈주민의 월북과 관련하여 국방부조사본부와 국방전비태세검열단의 조사·검열 결과를 발표하였다. 해병대 사령관과 수도군단 군단장을 엄중 경고하며, 해병대 제2사단 사단장을 보직 해임 하고, 경찰측에서도 김포경찰서장을 대기발령시키고, 관련자를 징계위원회에 회부하는 등의 조치를 취하겠다고 밝혔다. 법과 범죄 - 2020년 트위터 비트코인 사기: 미국 검찰에서 사기 사건의 범인을 검거, 기소하였다. 보건 - 코로나19 범유행 - 대한민국의 0시 기준 확진자 수가 14,305명으로 집계되었다. 전날 0시 대비 36명(국내 14, 해외유입 22)이 늘었다. |  |      |
| 2020년 7월 31일 (금요일) |  | 편집 |

| 2020년 7월 31일 (금요일) |  | 편집 |

| <          | 2020년 7월 | 2020년 7월  | 2020년 7월  | 2020년 7월 | 2020년 7월 | >          |
| 일         | 월         | 화          | 수          | 목         | 금         | 토         |
|            |            |             | 1 5.11 을사 | 2 12 병오  | 3 13 정미  | 4 14 무신  |
| 5 15 기유  | 6 16 경술  | 7 17 신해   | 8 18 임자   | 9 19 계축  | 10 20 갑인 | 11 21 을묘 |
| 12 22 병진 | 13 23 정사 | 14 24 무오  | 15 25 기미  | 16 26 경신 | 17 27 신유 | 18 28 임술 |
| 19 29 계해 | 20 30 갑자 | 21 6.1 을축 | 22 2 병인   | 23 3 정묘  | 24 4 무진  | 25 5 기사  |
| 26 6 경오  | 27 7 신미  | 28 8 임신   | 29 9 계유   | 30 10 갑술 | 31 11 을해 |            |

| - 2020년 - 6월 - 7월 - 8월 - 7월 5일: 일본 도쿄도지사 선거 - 7월 10일: 싱가포르 총선 - 7월 12일: 폴란드 대통령 선거(결선) 편집하기 |